# Perrigny-sur-l'Ognon
Pour les articles homonymes, voir Perrigny.
Perrigny-sur-l'Ognon est une commune française située dans le canton d'Auxonne du département de la Côte-d'Or, en région Bourgogne-Franche-Comté.

## Géographie

### Situation
Perrigny-sur-l'Ognon est une commune du canton de Pontailler-sur-Saône, limitrophe des communes de Vielverge, Pontailler, Maxilly-sur-Saône, Heuilley-sur-Saône, Broye-Aubigney-Montseugny, Cléry et Champagney.

### Climat
Pour des articles plus généraux, voir Climat de la Bourgogne-Franche-Comté et Climat de la Côte-d'Or.
En 2010, le climat de la commune est de type climat des marges montargnardes, selon une étude du Centre national de la recherche scientifique s'appuyant sur une série de données couvrant la période 1971-2000. En 2020, Météo-France publie une typologie des climats de la France métropolitaine dans laquelle la commune est exposée à un climat semi-continental et est dans une zone de transition entre les régions climatiques « Lorraine, plateau de Langres, Morvan » et « Bourgogne, vallée de la Saône ». 
Pour la période 1971-2000, la température annuelle moyenne est de 10,5 °C, avec une amplitude thermique annuelle de 17,6 °C. Le cumul annuel moyen de précipitations est de 889 mm, avec 11,7 jours de précipitations en janvier et 8,3 jours en juillet. Pour la période 1991-2020, la température moyenne annuelle observée sur la station météorologique de Météo-France la plus proche, « Poyans », sur la commune de Poyans à 15 km à vol d'oiseau, est de 11,1 °C et le cumul annuel moyen de précipitations est de 911,8 mm,. Pour l'avenir, les paramètres climatiques de la commune estimés pour 2050 selon différents scénarios d'émission de gaz à effet de serre sont consultables sur un site dédié publié par Météo-France en novembre 2022.

## Urbanisme

### Typologie
Au 1er janvier 2024, Perrigny-sur-l'Ognon est catégorisée commune rurale à habitat dispersé, selon la nouvelle grille communale de densité à 7 niveaux définie par l'Insee en 2022.
Elle est située hors unité urbaine. Par ailleurs la commune fait partie de l'aire d'attraction de Dijon, dont elle est une commune de la couronne,. Cette aire, qui regroupe 333 communes, est catégorisée dans les aires de 200 000 à moins de 700 000 habitants,.

### Occupation des sols
L'occupation des sols de la commune, telle qu'elle ressort de la base de données européenne d’occupation biophysique des sols Corine Land Cover (CLC), est marquée par l'importance des territoires agricoles (49,1 % en 2018), une proportion sensiblement équivalente à celle de 1990 (49,9 %). La répartition détaillée en 2018 est la suivante : forêts (38,4 %), terres arables (26,1 %), prairies (18 %), milieux à végétation arbustive et/ou herbacée (6,8 %), zones agricoles hétérogènes (5 %), eaux continentales (2,9 %), zones urbanisées (2,8 %). L'évolution de l’occupation des sols de la commune et de ses infrastructures peut être observée sur les différentes représentations cartographiques du territoire : la carte de Cassini (XVIIIe siècle), la carte d'état-major (1820-1866) et les cartes ou photos aériennes de l'IGN pour la période actuelle (1950 à aujourd'hui).

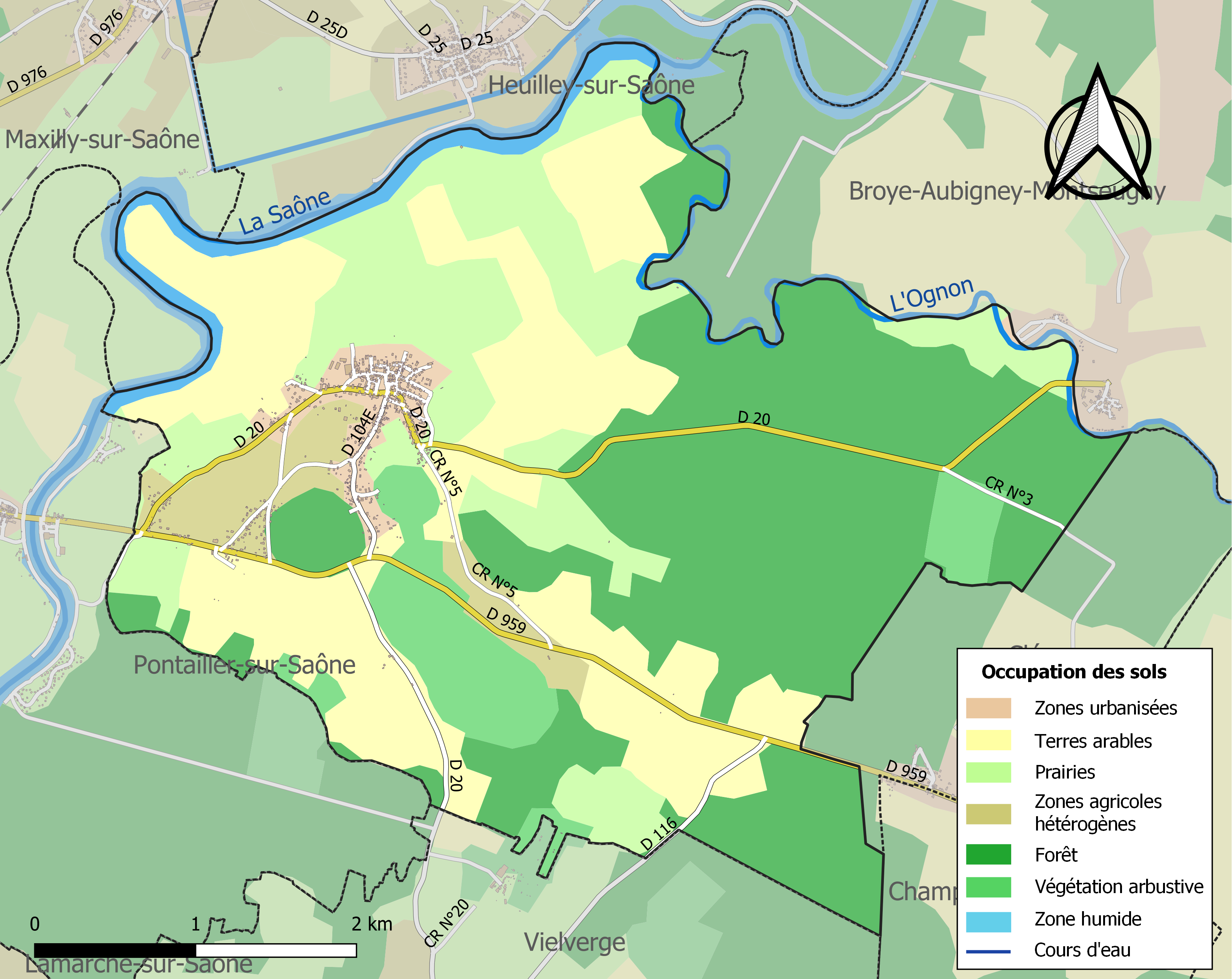
Carte des infrastructures et de l'occupation des sols de la commune en 2018 (CLC).

## Politique et administration
| Période                                  | Période  | Identité          | Étiquette | Qualité                               |
| ---------------------------------------- | -------- | ----------------- | --------- | ------------------------------------- |
| 2001                                     | 2008     | Christiane Gin    | DVG       | -                                     |
| 2008                                     | En cours | Jean-Paul Delfour | -         | Professeur des écoles (jusqu'en 2018) |
| Les données manquantes sont à compléter. |          |                   |           |                                       |

## Démographie
L'évolution du nombre d'habitants est connue à travers les recensements de la population effectués dans la commune depuis 1793. Pour les communes de moins de 10 000 habitants, une enquête de recensement portant sur toute la population est réalisée tous les cinq ans, les populations de référence des années intermédiaires étant quant à elles estimées par interpolation ou extrapolation. Pour la commune, le premier recensement exhaustif entrant dans le cadre du nouveau dispositif a été réalisé en 2007.

En 2022, la commune comptait 645 habitants, en évolution de −2,12 % par rapport à 2016 (Côte-d'Or : +0,82 %, France hors Mayotte : +2,11 %).
| 1793 | 1800 | 1806 | 1821 | 1831 | 1836 | 1841 | 1846 | 1851 |
| ---- | ---- | ---- | ---- | ---- | ---- | ---- | ---- | ---- |
| 975  | 993  | 943  | 886  | 931  | 924  | 924  | 928  | 945  |

| 1856 | 1861 | 1866 | 1872 | 1876 | 1881 | 1886 | 1891 | 1896 |
| ---- | ---- | ---- | ---- | ---- | ---- | ---- | ---- | ---- |
| 867  | 829  | 807  | 761  | 709  | 682  | 627  | 665  | 606  |

| 1901 | 1906 | 1911 | 1921 | 1926 | 1931 | 1936 | 1946 | 1954 |
| ---- | ---- | ---- | ---- | ---- | ---- | ---- | ---- | ---- |
| 568  | 545  | 514  | 528  | 511  | 555  | 520  | 503  | 479  |

| 1962 | 1968 | 1975 | 1982 | 1990 | 1999 | 2006 | 2007 | 2012 |
| ---- | ---- | ---- | ---- | ---- | ---- | ---- | ---- | ---- |
| 504  | 433  | 422  | 461  | 483  | 496  | 627  | 646  | 677  |

| 2017 | 2022 | - | - | - | - | - | - | - |
| ---- | ---- | - | - | - | - | - | - | - |
| 646  | 645  | - | - | - | - | - | - | - |

## Culture locale et patrimoine

### Lieux et monuments
- Son bois en direction de Broyes ;
- le calvaire du bourg ;
- l'église paroissiale Notre-Dame de l'Assomption ;
- le vieux lavoir, dit le vanet ;
- la place du village avec sa mairie et son monument aux morts ;
- le château du Bas Fossé situé dans le lit majeur de la Saône, sur la rive gauche du petit Ognon, à l'extrémité est du village. La plate-forme rectangulaire d'une ancienne place forte médiévale jadis fossoyée accueille un petit château du XVIe siècle récemment restauré.

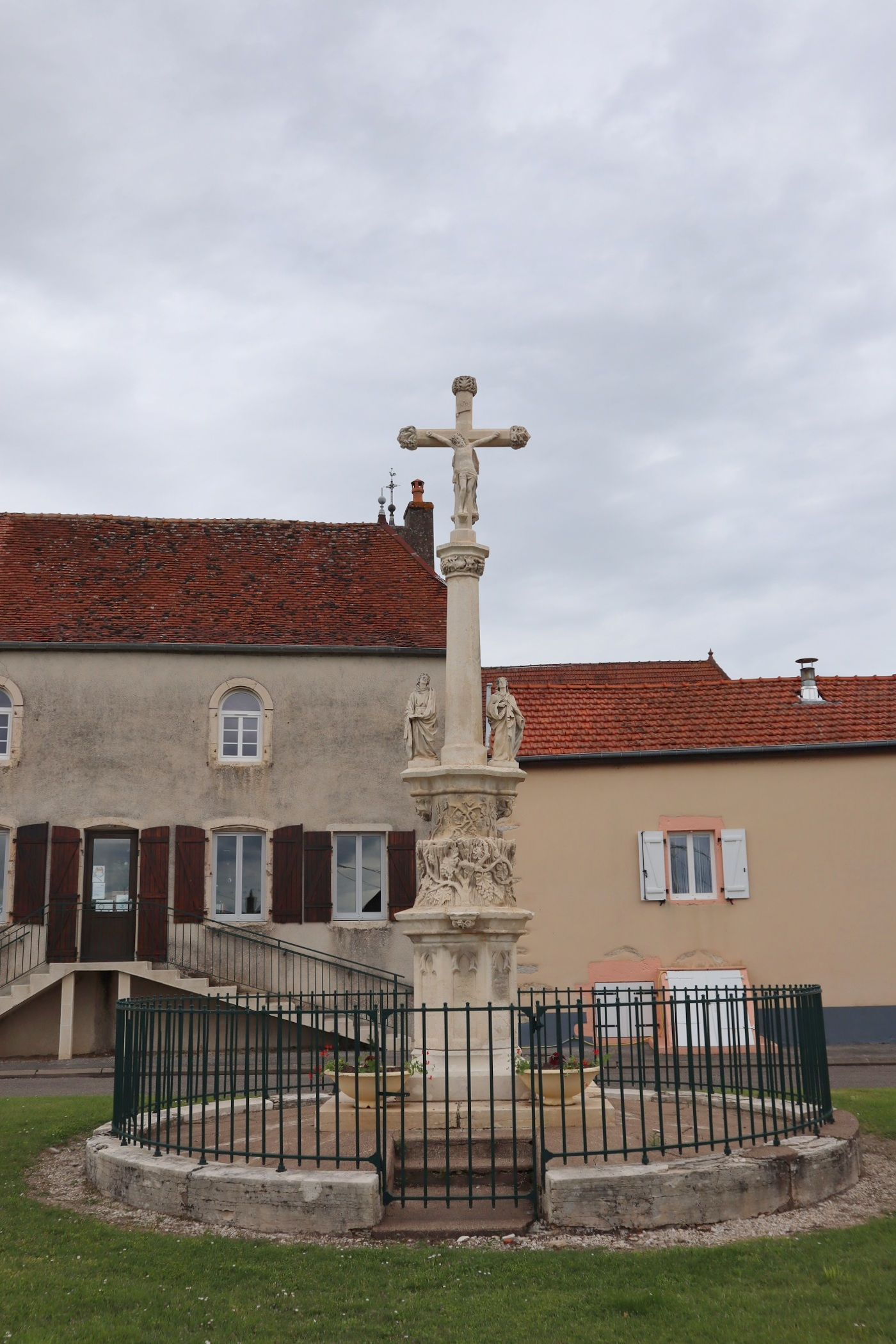
Calvaire du bourg.
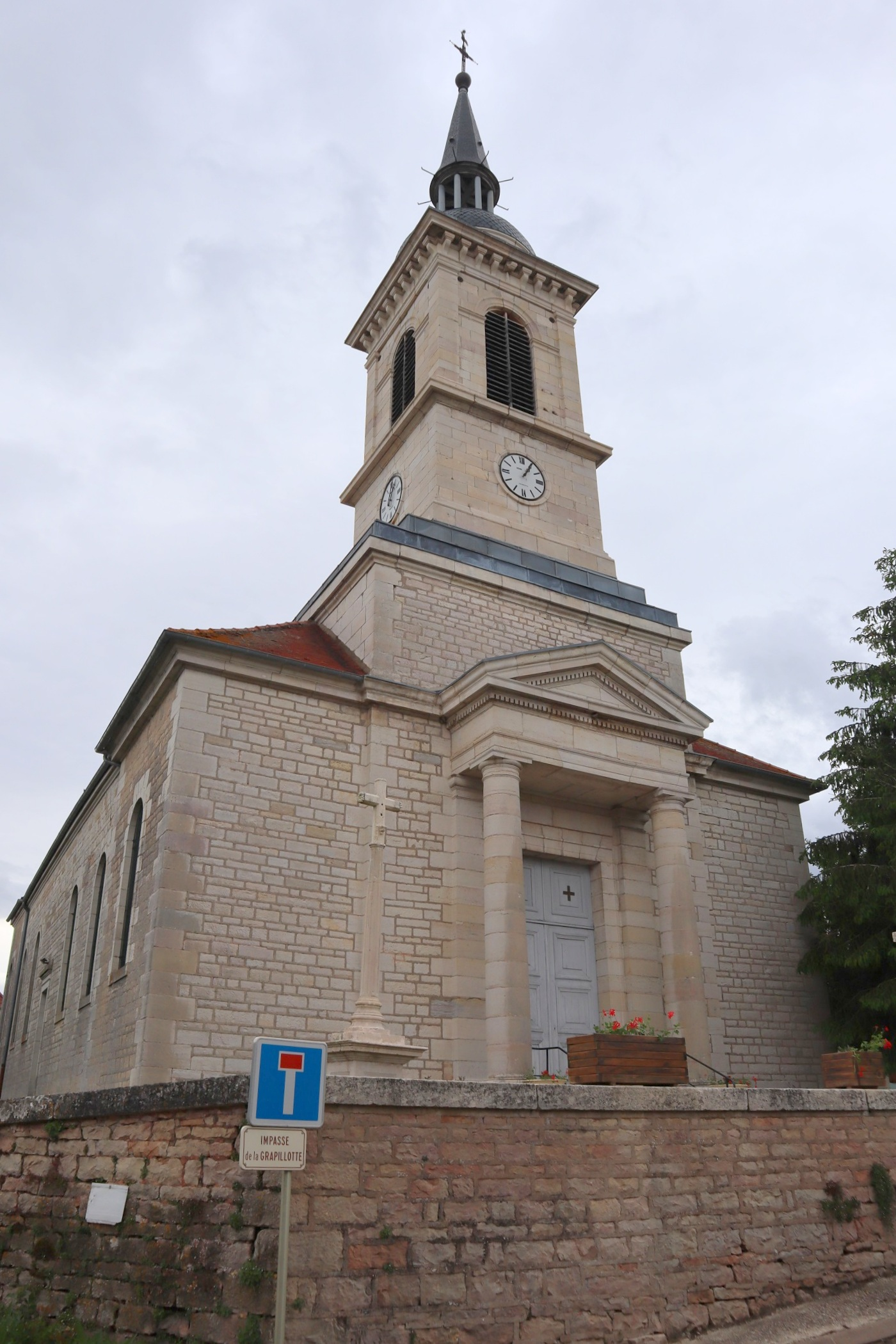
Église paroissiale.
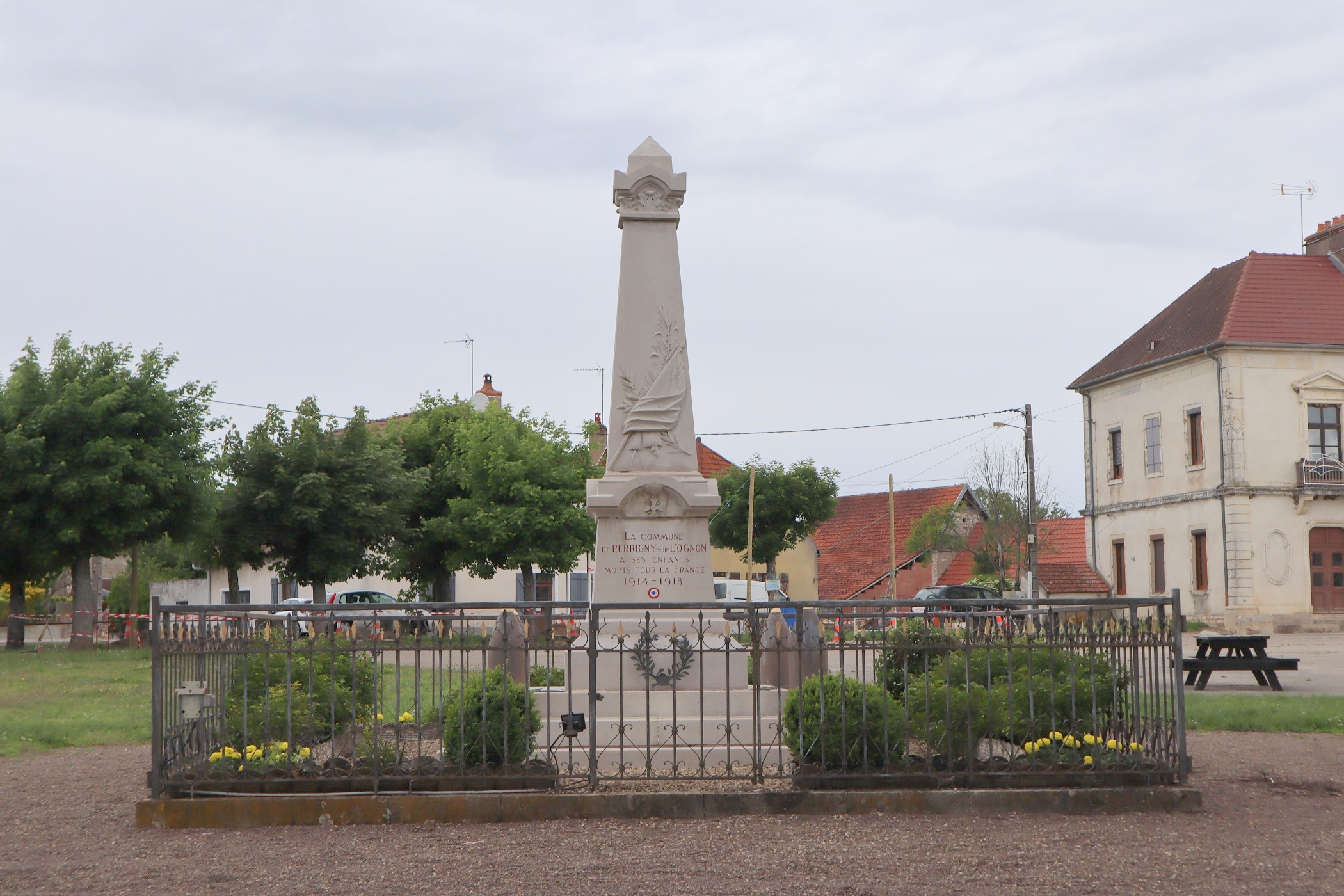
Monument aux morts.

### Héraldique
| Blason de Perrigny-sur-l'Ognon | Blason  | Tiercé en pairle renversé : au 1er de sinople à un chêne de tenné feuillé d'or, au 2e de gueules à une aigle d'or, au 3e d'argent à deux fasces ondées d'azur. |
| Blason de Perrigny-sur-l'Ognon | Détails | Le statut officiel du blason reste à déterminer. |